# Renault Mascott
 Ikke at forveksle med Morris Mascot.
Renault Mascott (type 52/54/56A) var en let lastbil bygget af Renault Trucks. Modellen afløste i januar 1999 den på Renault Master I baserede Renault Messenger.
På trods af udvendige optiske ligheder med Renault Master II var Mascott teknisk set betydeligt anderledes. Så chassiset og komponenterne var placeret på en chassisramme hentet fra Iveco Daily sammen med en let modificeret kabine fra Master. Her lå forskellen i frontgrillen på grund af den afvigende placering af motoren. Den var i Mascott monteret på langs og trak på enten baghjulene eller alle fire hjul. De første versioner var forsynet med en 2,8-liters dieselmotor fra Sofim. I 2004 fulgte et facelift, hvor frontdesignet og kabinen blev modificeret, ligesom i Master. Sofim-motorerne blev afløst af en 3,0-liters Nissan-dieselmotor fra Nissan Patrol, som i Mascott kunne fås med 115 og 156 hk. I 2007 blev motoren modificeret og kunne herefter fås med 130 og 150 hk.
Mascotts tilladte totalvægt lå alt efter version på mellem 3,5 og 6,5 tons, og modellen kunne fås med fire forskellige akselafstande (3130 mm, 3630 mm, 4130 mm og 4630 mm). Udover ladvogne med enkelt- eller dobbeltkabine kunne modellen fra fabrikken også fås som kassevogn med 12 m³ lastrum. Modellen kunne også fås som chassis til opbygning som f.eks. minibus eller brandbil.
Efter at Renault Trucks blev overtaget af Volvo blev Mascott i nogle lande solgt gennem Volvo Trucks' forhandlernet. Visse versioner blev også solgt som Renault Master Maxi gennem Renaults personbilsforhandlernet. I slutningen af 2010 blev Mascott afløst af den baghjulstrukne Master III.
- Mascott før facelift som minibus benyttet af politiet i Paris
- Mascott efter facelift som brandbil
- Renault Mascott 160 DXi

## Tekniske specifikationer
| Model   | Cylindre | Ventiler | Slagvolume cm³ | Max. effekt kW (hk) / omdr. | Max. drejningsmoment Nm / omdr. | Motorfabrikat | Motortype | Byggeår     |
| ------- | -------- | -------- | -------------- | --------------------------- | ------------------------------- | ------------- | --------- | ----------- |
| 2.8 D   | 4        | 8        | 2799           | 63 (85) / 3800              | 180 / 2000                      | Sofim         | 8140.63   | 1999 − 2004 |
| 2.8 dCi | 4        | 8        | 2799           | 78 (106) / 3600             | 250 / 1800                      | Sofim         | 8140.43C  | 1999 − 2004 |
| 2.8 dCi | 4        | 8        | 2799           | 92 (125) / 3600             | 290 / 1800                      | Sofim         | 8140.43S  | 1999 − 2004 |
| 2.8 dCi | 4        | 8        | 2799           | 107 (146) / 3600            | 320 / 1500                      | Sofim         | 8140.43K  | 1999 − 2004 |
| 3.0 dXi | 4        | 16       | 2953           | 85 (115) / 3600             | 270 / 1300                      | Nissan        | ZD3A600   | 2004 − 2007 |
| 3.0 dXi | 4        | 16       | 2953           | 95 (129) / 3600             | 300 / 1500                      | Nissan        | ZD3A606   | 2007 − 2010 |
| 3.0 dXi | 4        | 16       | 2953           | 110 (150) / 3600            | 350 / 1600                      | Nissan        | ZD3A608   | 2007 − 2010 |
| 3.0 dXi | 4        | 16       | 2953           | 115 (156) / 3600            | 350 / 1500                      | Nissan        | ZD3A604   | 2004 − 2007 |